# Lahnradweg
De Lahnradweg is een langeafstandsfietsroute in Duitsland. De route volgt de Lahn van de bron in het Rothaargebergte tot de monding in de Rijn bij Lahnstein.. Het traject is bewegwijzerd in twee richtingen.

## Traject
De route begint op de Lahnkopf in het Rothaargebergte bij de bron van de Lahn. Vlakbij ligt de bron van de Sieg en kan de Siegradweg naar Bonn worden opgepakt.
In Wallau kruist de route de Hessischer Radfernweg R2, de Hessischer Radfernweg R8 en de Seenradweg. In Wetzlar ligt de monding van de Dill in de Lahn en kan de Dilltalradweg worden opgepakt.
Nabij Weilburg ligt de monding van de Weil in de Lahn en kan de Weiltalradweg worden opgepakt.
In Limburg an der Lahn kruisen de Hessischer Radfernweg R7 en de Hessischer Radfernweg R8 de route.
Als in Diez de Aar uitmondt in de Lahn kan hier de Aartalradweg worden opgepakt. De route eindigt bij de monding van de Lahn in de Rijn bij Lahnstein. Hier kan worden aangesloten op de EuroVelo EV4 Midden-Europaroute en de EuroVelo EV15 Rijnroute. Iets te noorden in Koblenz kan worden aangesloten op de Moselradweg.
Het eerste deel van de route vanaf de bron tot Bad Laasphe is onderdeel van de landelijke route D4 - Middenlandroute.

## Aansluitingen met Europese routes
- In Lahnstein kan worden aangesloten op de EuroVelo EV4 Midden-Europaroute.
- In Lahnstein kan worden aangesloten op de EuroVelo EV15 Rijnroute.

## Aansluitingen met andere routes
- In Wallau kan worden aangesloten op de Hessischer Radfernweg R2.
- In Wallau kan worden aangesloten op de Hessischer Radfernweg R8.
- In Wallau kan worden aangesloten op de Seenradweg.
- In Wetzlar kan worden aangesloten op de Dilltalradweg.
- In Weilburg kan worden aangesloten op de Weiltalradweg.
- In Limburg an der Lahn kan worden aangesloten op de Hessischer Radfernweg R7.
- In Limburg an der Lahn kan worden aangesloten op de Hessischer Radfernweg R8.
- In Diez kan worden aangesloten op de Aartalradweg.
- In Lahnstein kan doorgefietst worden naar Koblenz en worden aangesloten op de Moselradweg.
- Het eerste deel vanaf de bron tot Bad Laasphe is onderdeel van de landelijke route D4 - Middenlandroute.